# 山下晴奈
山下 晴奈（やました はるな、2000年4月21日 - ）は、日本の女子バレーボール選手である。

## 来歴
福井県福井市出身。両親の影響で小学2年生からバレーボールを始めた。
2015年、第29回JOC全国都道府県対抗中学バレーボール大会に出場し、優秀選手賞を受賞した。2016年、福井工業大学附属福井高等学校に進学。2018年、ジュニア日本代表に選出され、アジアジュニア選手権 (en) に出場し、チームの優勝に貢献した。2019年、東海大学に進学。同年、関東大学1部リーグ秋季リーグ戦で優勝。2021年、全日本大学選手権大会（全日本インカレ）で優勝。そして、4年時の2022年、関東大学1部リーグ春季リーグ戦で優勝し、自身もレシーブ賞を受賞。東日本大学選手権大会（東日本インカレ）と関東大学1部リーグ秋季リーグ戦でも優勝を果たし、全日本インカレでも連覇を果たした。2022-23シーズン、V.LEAGUE DIVISION1 WOMEN（V1女子）に所属するデンソーエアリービーズの内定選手となった。
2023年、大学卒業後に、デンソーエアリービーズに入団した。入団1シーズン目となる2023-24シーズンにV1女子の試合に出場し、Vリーグデビューを果たした。

## 球歴
- ジュニア日本代表
  - アジアジュニア選手権(U-20) - 2018年 (en)

## 所属チーム
- 福井工業大学附属福井高等学校（2016-2019年）
- 東海大学（2019-2023年）
- デンソーエアリービーズ（2023年-）

## 受賞歴
- 2015年 - 第29回JOC全国都道府県対抗中学バレーボール大会 優秀選手賞
- 2022年 - 関東大学1部リーグ春季リーグ戦 レシーブ賞